# Нікітіна Марина Вікторівна
Мари́на Ві́кторівна Нікі́тіна (нар. 16 квітня 1986, м. Гуляйполе, Запорізька область) — українська державна діячка та правничка. Народний депутат України 9-го скликання, фракція «Слуга народу».

## Життєпис
У 2009 році закінчила Класичний приватний університет (спеціальність «Правознавство»).
2009—2013 рр. — працювала правником ТОВ «Преображенське». Звільнилась за власним бажанням та на волонтерських засадах надавала юридичну допомогу.

## Політична діяльність
Волонтерка ЗеКоманди.
Кандидат у народні депутати від партії «Слуга народу» на парламентських виборах 2019 р. (виборчий округ № 82, Гуляйпільський, Вільнянський, Запорізький, Новомиколаївський, Пологівський райони, частина Оріхівського району). На час виборів: тимчасово не працює, безпартійна.
Член Комітету Верховної Ради з питань аграрної та земельної політики.

## Скандали
Після обрання депутатом Верховної Ради Нікітіна офіційно працевлаштувала своїм оплачуваним помічником власного чоловіка Олександра Нікітіна, ще однією оплачуваною помічницею депутата  стала візажистка. Це стало відомо ЗМІ та розгорівся скандал. Після чого Нікітіна закликала судити людей не за освітою та родом діяльності, а за справами, і пообіцяла забрати у чоловіка зарплату або залишити йому мінімалку, яку будуть віддавати на благодійність. Чоловіка з помічників Нікітіна справді прибрала, а от візажистка таки залишилась помічницею депутата на платній основі.
За таку діяльність суд встановив штраф 3 400 грн. Притому що місячна заробітна плата чоловіка Нікітіної становила 24 тис. грн., а загалом він отримав близько 95 тис. грн.